# Populus lasiocarpa
Populus lasiocarpa là một loài thực vật có hoa trong họ Liễu. Loài này được Oliv. miêu tả khoa học đầu tiên năm 1890.

## Hình ảnh

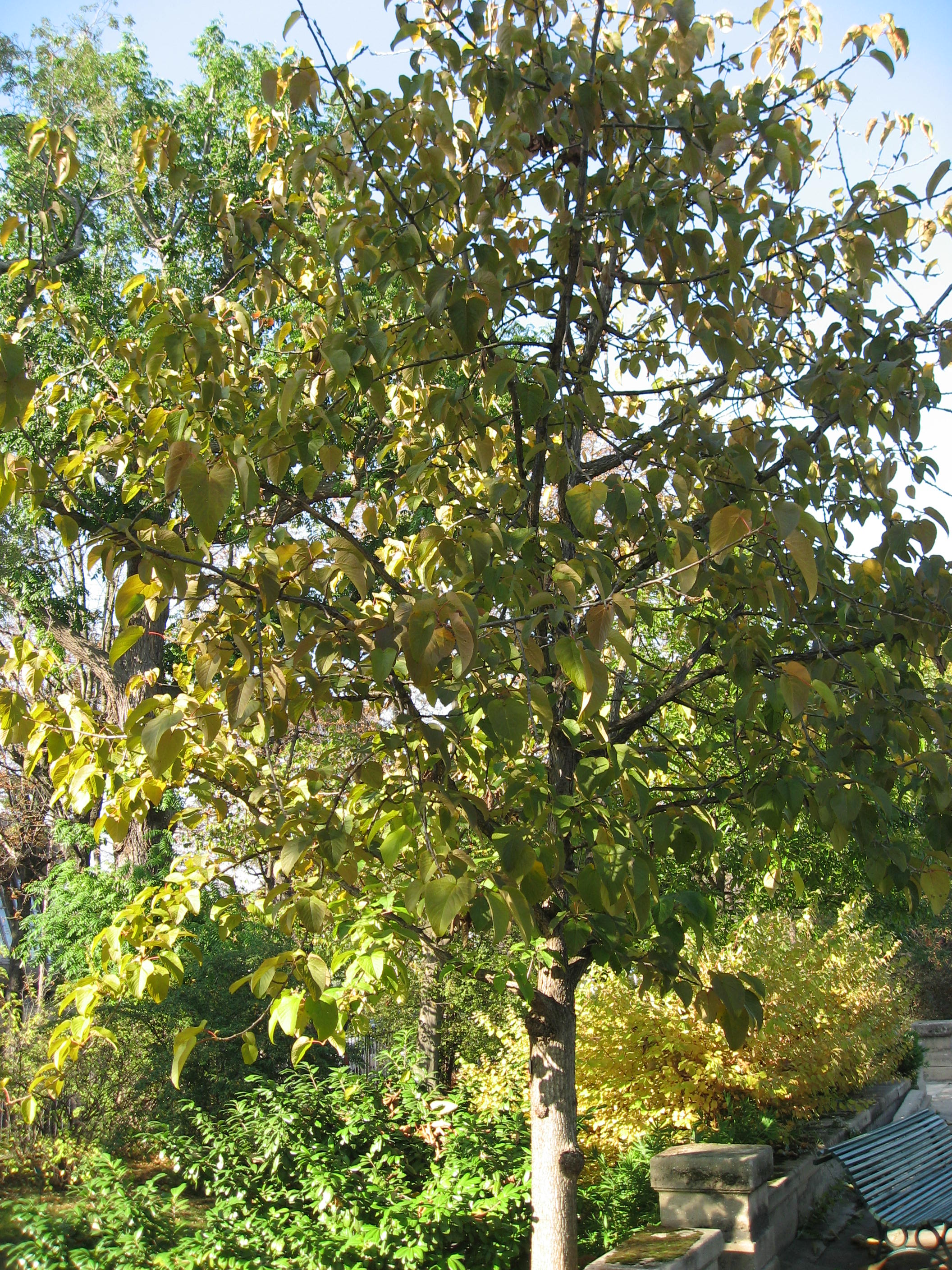
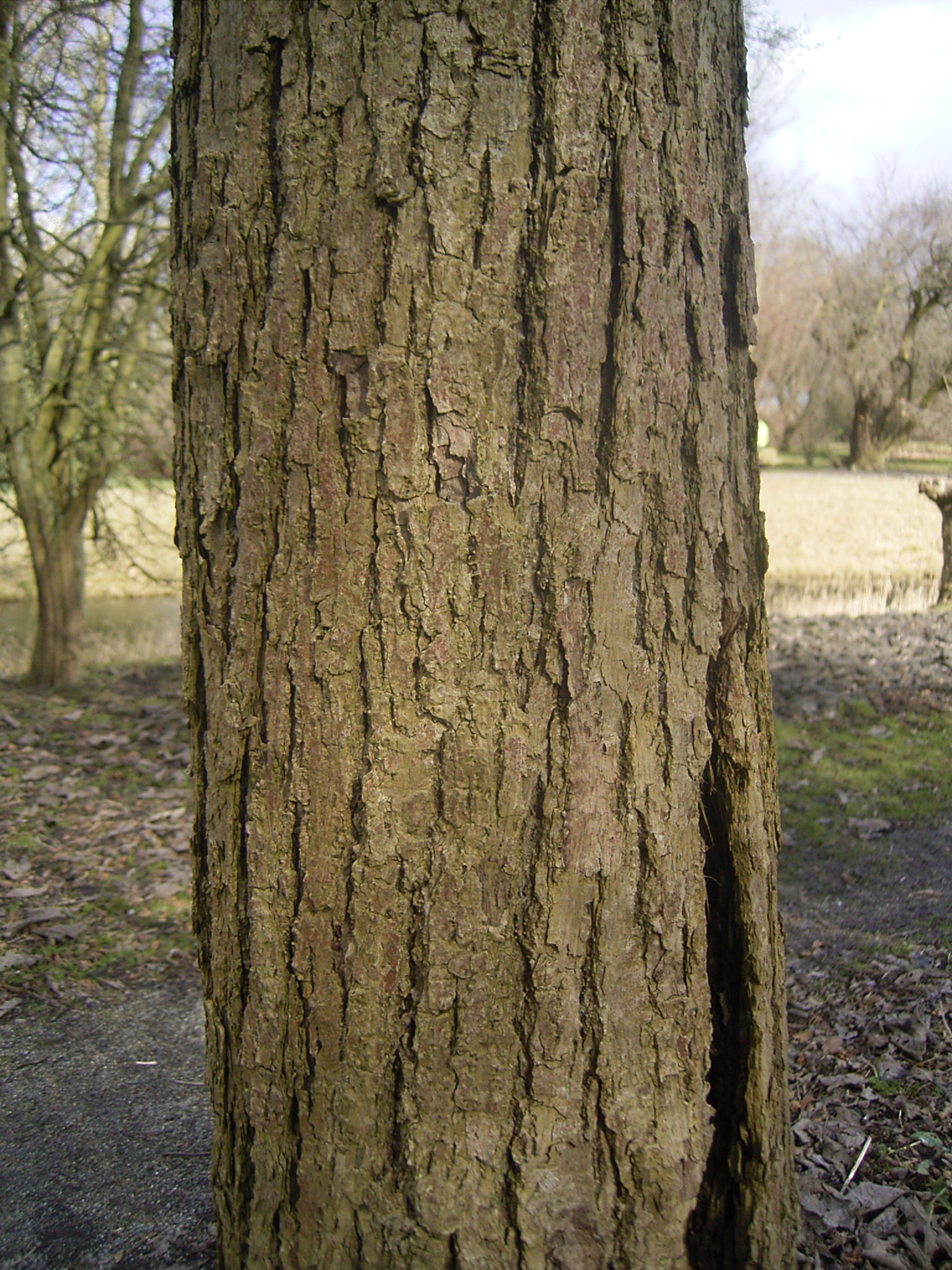
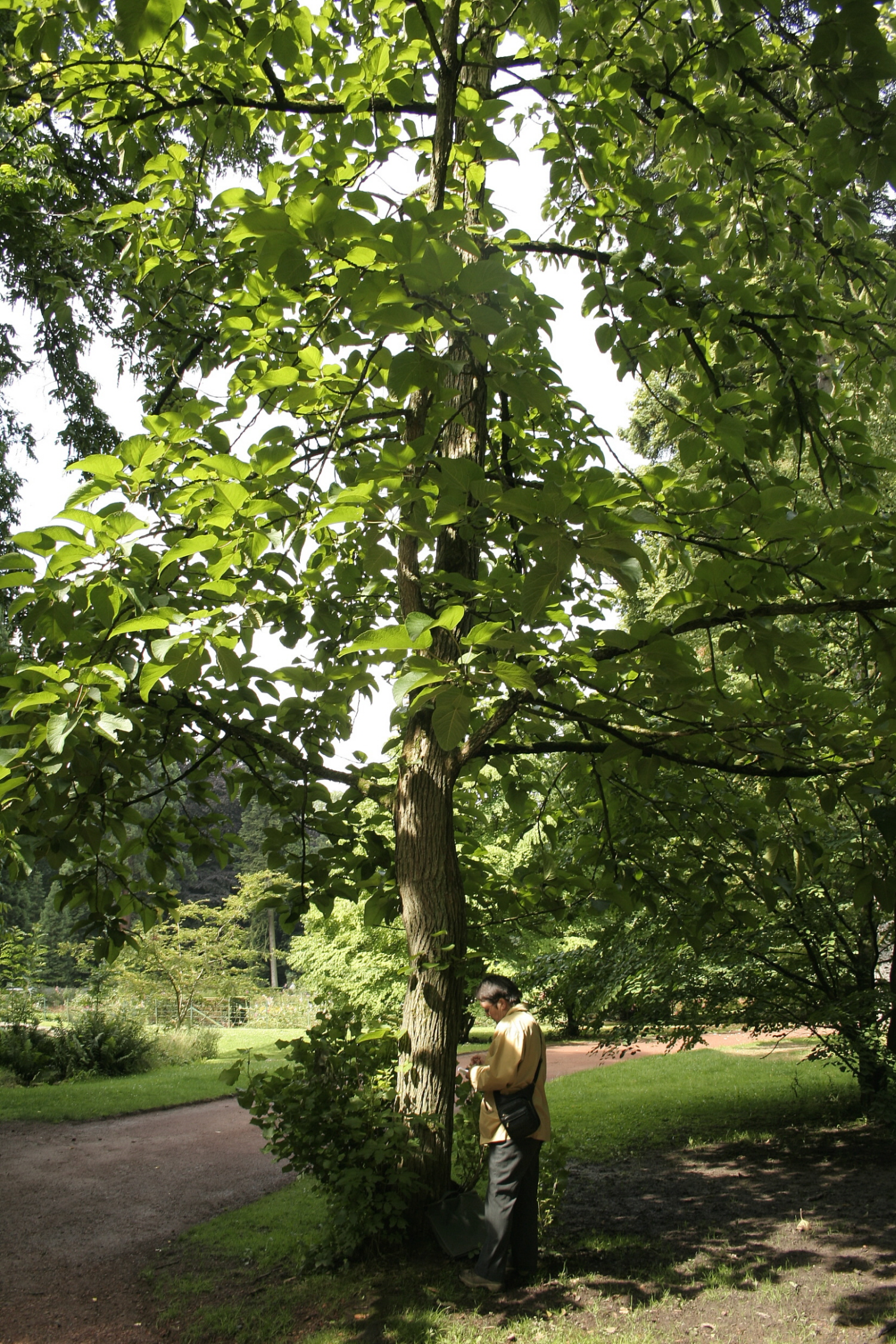
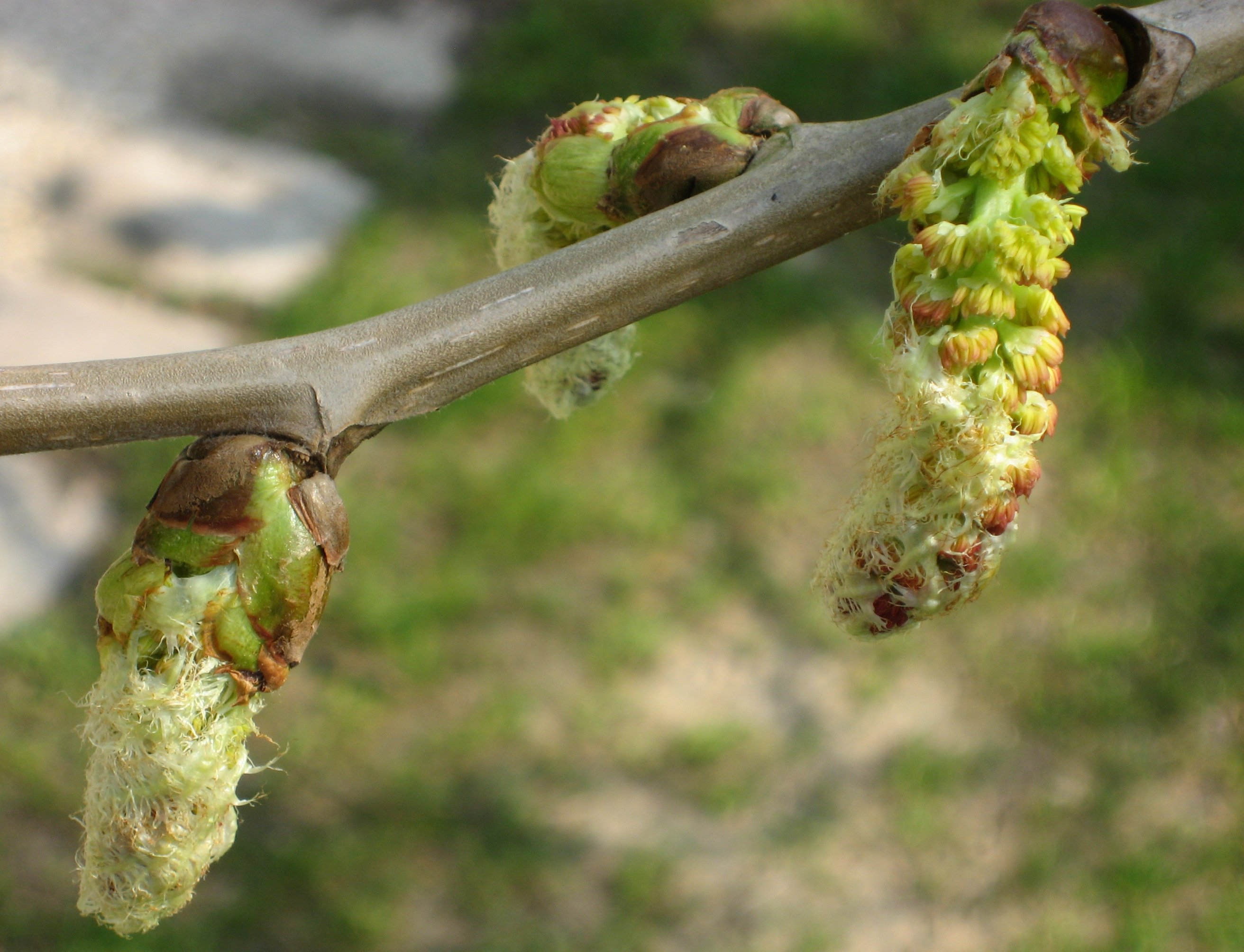